# フランシスコ・ヘスス・クレスポ・ガルシア
ペヒーニョ（Pejiño）ことフランシスコ・ヘスス・クレスポ・ガルシア（Francisco Jesús Crespo García、1996年7月29日 - ）は、スペイン・アンダルシア州バルバテ出身のサッカー選手。UDラス・パルマス所属。ポジションはFW。

## クラブ経歴
カディスCFのカンテラで育成され、2015-16シーズンにはBチームでリーグ戦13得点を挙げる活躍を見せた。2017年7月26日、3年契約でセビージャFCへ移籍し、Cチームへ登録されることになった。翌シーズンにBチームへと昇格すると、2018年7月26日、UEFAヨーロッパリーグのウーイペシュトFC戦にて、試合終了間際にパブロ・サラビアとの途中交代でトップチームデビューを果たした。
2020年8月27日、2年契約でUDラス・パルマスへ移籍した。